# Enamorada (película de 1946)
Enamorada  es una película dramática y romántica mexicana de 1946 escrita y dirigida por Emilio «El Indio» Fernández, y protagonizada por María Félix y Pedro Armendáriz. La cinta se convirtió en la número 12 de Las 100 mejores películas del cine mexicano, siendo esta la primera colaboración entre María Félix y Emilio Fernández.

## Sinopsis
En tiempos de la revolución, las tropas zapatistas del general José Juan Reyes (Pedro Armendáriz) toman la tranquila y conservadora ciudad de Cholula. Mientras confisca los bienes de los ricos del pueblo, el general Reyes se enamora de la bella, rica e indomable Beatriz Peñafiel (María Félix), hija del hombre más notable de Cholula. El desprecio inicial que Beatriz siente hacia el revolucionario da paso a la curiosidad y, finalmente, a un profundo y auténtico amor.

## Reparto
- María Félix como Beatriz Peñafiel.
- Pedro Armendáriz como José Juan Reyes.
- Fernando Fernández como el padre Rafael Sierra.
- Miguel Inclán como Capitán Bocanegra.
- José Morcillo como Don Carlos Peñafiel.
- Eduardo Arozamena como Mayor Joaquín Gómez.
- Manuel Dondé como Fidel Bernal.
- Eugenio Rossi como Eduardo Roberts.
- Norma Hill como Rosa de Bernal.
- Juan García como Capitán Quiñones.
- José Torvay como maestro Apolonio Sánchez.
- Pascual García Peña como Merolico.
- Daniel Arroyo como Invitado a boda (no acreditado).
- Rogelio Fernández como Rogelio (no acreditado).
- Beatriz Germán Fuentes como Adelita (no acreditada).
- Cecilia Leger como Invitada a boda (no acreditada).
- Manuel Pozos como Don Chonito (no acreditado).
- Enriqueta Reza como Manuela (no acreditada).
- Arturo Soto Rangel como Juez (no acreditado).

## Producción y estreno
La película empezó su filmación el 8 de julio de 1946 y se estrenó el 25 de diciembre de 1946 en el Cine Alameda.

## Recepción
Escribiendo para Tomatazos, Alejandra Lomelí dijo:

Emilio Fernández entregó en 1946 una de las obras maestras del cine mexicano de la Época de Oro: Enamorada, una película que más allá de su esencia melodramática, encierra un testimonio histórico del México revolucionario, no porque se trate de un filme de contenido político, sino más bien porque retrata (aunque de forma contextual) los comportamientos, actitudes y situaciones que ejercía la clase miliar contra los civiles en tiempos de la Revolución Mexicana; características que «El Indio» Fernández tomó para trazar a su pareja protagónica, un hombre y una mujer aparentemente opuestos, pero con un carácter fuerte e indomable. […]

Enamorada se ha convertido en uno de los grandes clásicos del cine mexicano y, para muchos cineastas como Martin Scorsese, en uno de los referentes del cine mundial, gracias a la armónica conjunción de varios factores, por un lado, el guión que corrió a cargo del propio Emilio «El Indio» Fernández e Íñigo de Martino, ha destacado justamente por esa sensibilidad para tejer un melodrama surgido en pleno apogeo guerrillero, el cual no sólo da como resultado el enfrentamiento ideológico de ambos personajes, sino también el de retratar las misiones que estos militares tenían como era la confiscación de los bienes de las familias más ricas de las localidades por las que pasaban; asimismo, también la historia muestra las arraigadas tradiciones religiosas de la época. Sumado a su detallado trabajo argumental, Enamorada también se ha ganado su lugar en los canales de la historia del cine porque en ella coincidieron los mejores talentos con los que contaba la industria por aquellos tiempos: las estrellas María Félix y Pedro Armendáriz; la dirección de Emilio Fernández, uno de los actores, cineastas de mayor proyección; y el toque artesano de Gabriel Figueroa en la fotografía.

## Otras versiones
Emilio Fernández realizó una versión estadounidense de Enamorada, bajo el título de The Torch (conocida en español como Del odio nace el amor) (1949). Mientras que Armendáriz repitió su papel actuando en inglés, el personaje de Beatriz fue interpretado por Paulette Goddard. The Torch es considerada como una versión inferior de su antecesora.

## Premios
La cinta fue propuesta apara competir por la Palma de Oro del Festival de Cannes en 1947, aunque no logró ser parte de las películas en competencia.
También recibió un reconocimiento a la mejor cinematografía para Gabriel Figueroa en el mismo festival. 
Ganó el premio a la fotografía de Figueroa en el festival de Bruselas, Bélgica en 1947.
Premio Ariel (1947)
| Categoría                | Persona                           | Resultado |
| ------------------------ | --------------------------------- | --------- |
| Mejor Película           | Mejor Película                    | Ganador   |
| Mejor Director           | Emilio Fernández                  | Ganador   |
| Mejor Actriz             | María Félix                       | Ganadora  |
| Mejor Actor              | Pedro Armendáriz                  | Nominado  |
| Mejor Argumento Original | Emilio Fernández Íñigo de Martino | Nominados |
| Mejor Fotografía         | Gabriel Figueroa                  | Ganador   |
| Mejor Edición            | Gloria Schoemann                  | Ganadora  |
| Mejor Sonido             | José B. Carles                    | Nominada  |

## Lectura adicional
- Taibo I., Paco Ignacio (1987). Emilio Fernández: 1904-1986. Universidad de Guadalajara. ISBN 968-895-016-5.